# Ballet Hispánico

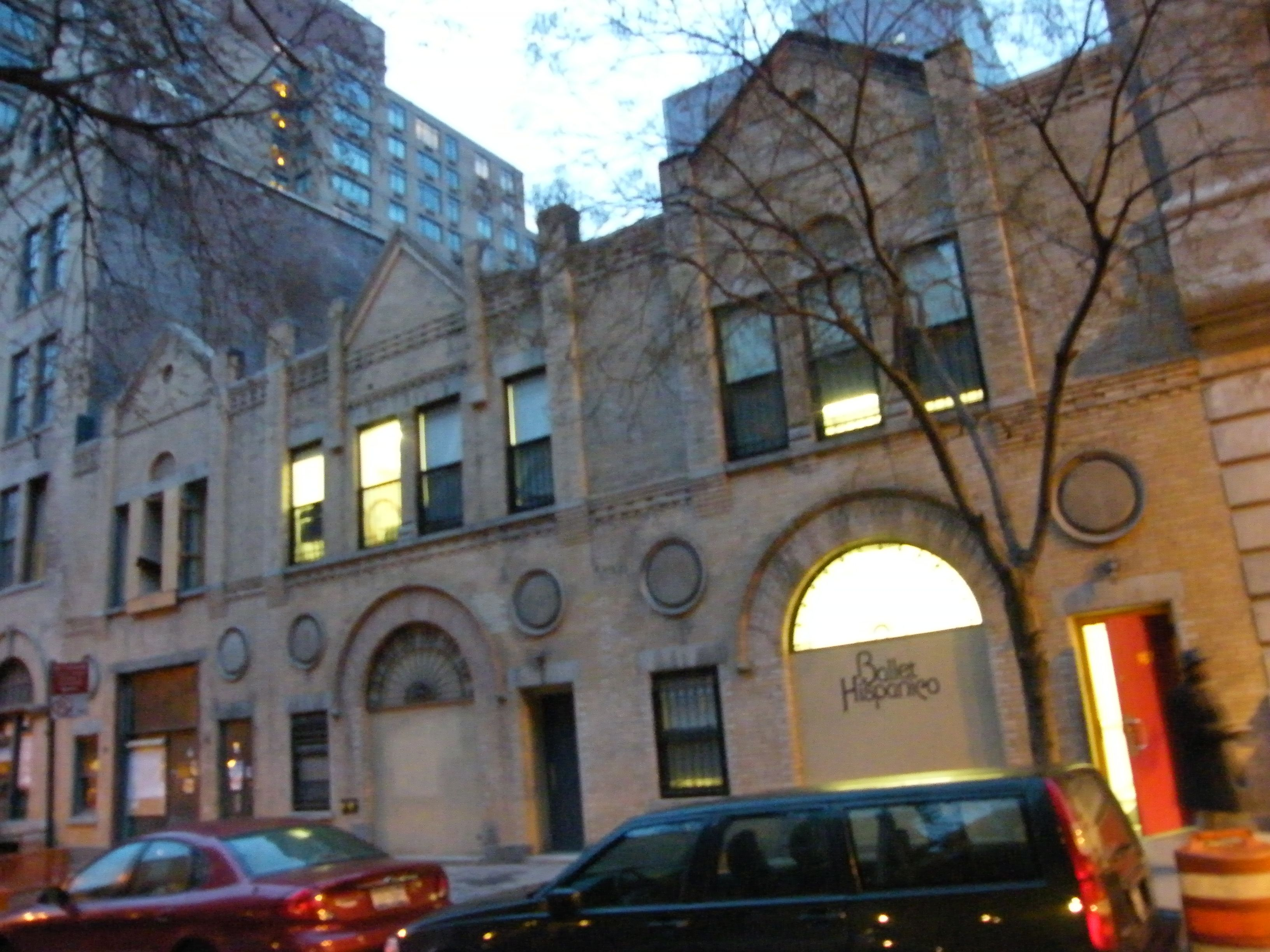
El espacio está en los antiguos establos de la Academia de equitación de Claremont en West 89th Street, que está en el Registro Nacional de Lugares Históricos.

Ballet Hispánico es una compañía de danza estadounidense con sede en Manhattan, Nueva York. Fue fundada por la bailarina y coreógrafa estadounidense Tina Ramírez en 1970 y presenta bailes que reflejan la experiencia de los hispanos y latinoamericanos.
La compañía se ha presentado ante más de dos millones de personas en Estados Unidos, Europa y América del Sur, y cuenta con un repertorio de más de 75 obras. Ha encargado cerca de 80 obras y adquirido otras 11, trabajando con 45 coreógrafos de todo el mundo.

## Inicios
Tina Ramírez fundó el Ballet Hispánico en 1970. Ramírez, hija de un torero mexicano y sobrina nieta de un educador puertorriqueño, disfrutó de una larga carrera como profesional de danza antes de establecer la organización. Su sede en Nueva York incluye seis estudios de danza.
En agosto de 2009, Ballet Hispánico dio la bienvenida a Eduardo Vilaro como su nuevo Director Artístico. Es la segunda persona que dirige la compañía desde 1970. En 2015, también asumió el cargo de director ejecutivo. Vilaro fue miembro de la Compañía Ballet Hispánico y se desempeñó como bailarín y educador durante nueve años a partir de 1988. Se alejó en 1996 para fundar y dirigir el Teatro de Danza Luna Negra de Chicago durante diez años antes de regresar en 2009.

### La compañía
La visión de Ramírez para la Compañía Ballet Hispánico le dio a la cultura hispana contemporánea su lugar en la danza estadounidense, al igual que lo hizo Alvin Ailey por la comunidad negra. Durante sus 39 años como directora artística, invitó a 50 coreógrafos de diversos orígenes para brindar una interpretación moderna de las culturas de habla hispana, aprovechando la versatilidad de sus bailarines en ballet, danza moderna, jazz, danza étnica y otras técnicas de danza. Artistas de renombre mundial respondieron a su visión, incluidos artistas de ballet como Vicente Nebrada y Alberto Alonso; Talley Beatty y Anna Sokolow de danza moderna; Paco Fernández y José Coronado de danza étnica; y Graciela Daniele y Ann Reinking de Broadway. "Más que la mayoría de los directores artísticos, ella siempre ha dado exposición a nuevos talentos", fomentando artistas al principio de sus carreras, incluido William Whitener, ahora director artístico de Kansas City Ballet; la ganadora del premio MacArthur, Susan Marshall; Ramón Oller, responsable de Metros Danza de España; y Pedro Ruiz, entonces miembro de la Compañía, ahora coreógrafo independiente.

### Escuela de danza
La Escuela de Danza ofrece un plan de estudios que incluye flamenco, danza española, ballet y técnicas contemporáneas. La Escuela ofrece formación preprofesional, un programa general y clases para preescolares y adultos.

## Sede
En 1983, Ballet Hispánico compró dos cocheras adyacentes al antiguo edificio de la Academia de equitación Claremont en West 89th Street que figuran en el Registro Nacional de Lugares Históricos. Las estructuras fueron construidas según los diseños del arquitecto Frank A. Rooke en 1892. Con los arquitectos Buck/Cane, Ballet Hispánico convirtió las dos cocheras en la sede de la compañía en 1989. Una expansión posterior en 2006 duplicó la capacidad de las instalaciones de la organización.